# Ron Bochar
Ron Bochar é um engenheiro de som americano. Como reconhecimento, foi nomeado ao Oscar 2012 na categoria de Melhhor Mixagem de Som por Moneyball.